# Kaptanganj
Kaptanganj là một thị xã và là một nagar panchayat của quận Kushinagar thuộc bang Uttar Pradesh, Ấn Độ.

## Địa lý
Kaptanganj có vị trí 26°56′B 83°43′Đ / 26,93°B 83,72°Đ Nó có độ cao trung bình là 76 mét (249 feet).

## Nhân khẩu
Theo điều tra dân số năm 2001 của Ấn Độ, Kaptanganj có dân số 11.493 người. Phái nam chiếm 53% tổng số dân và phái nữ chiếm 47%. Kaptanganj có tỷ lệ 52% biết đọc biết viết, thấp hơn tỷ lệ trung bình toàn quốc là 59,5%: tỷ lệ cho phái nam là 62%, và tỷ lệ cho phái nữ là 42%. Tại Kaptanganj, 17% dân số nhỏ hơn 6 tuổi.